# Мааньт (аэродром)
Аэродром Мааньт (монг. Мааньт нисэх буудал), также Баян (монг. Баян нисэх буудал) — бывший советский военный аэродром в районе Багахангай в 5 километрах от Баян (Мааньт), в 80 километрах от города Зуунмод и в 100 километрах от столицы страны — Улан-Батора. В настоящее время[когда?] не эксплуатируемый.

## История

### Вооружение
В аэропорте располагался 104-й истребительный авиационный полк п\п 22800, 22789 ОБАТО, 32955 ОРАТО.
В вооружении использовались МиГ-21бис, МиГ-21УМ.

### Аэродром сегодня
Весь гарнизон теперь принадлежит МЧС Монголии, а сам аэродром принадлежит ВВС Монголии. Взлетная полоса в хорошем состоянии. Как и аэродром в Налайхе охраняется военнослужащими монгольской армии.